# Барабанов, Алексей Никифорович
Алексей Никифорович Барабанов (1887, Раненбург, Рязанская губерния, Российская империя — 7 мая 1944, Москва, СССР) —
русский и советский библиограф, библиотекарь и библиотековед.

## Биография
Родился в 1887 году в Раненбурге. В 1907 году поступил на историко-филологический факультет МГУ, который окончил в 1912 году, после окончания работал в различных массовых библиотеках Москвы на библиотеко-клубных должностях. В 1928 году был избран заведующим библиотеки научно-исследовательского института резиновой промышленности (НИИРП), данную должность он занимал вплоть до 1934 года. С 1935 года преподавал на курсах по первичной подготовке и вторичных переподготовок работников технических библиотек. В конце 1930-х годов устроился на работу в ГПБ и работал вплоть до смерти.
Скончался 7 мая 1944 года в Москве.

## Научные работы
Основные научные работы посвящены проблемам библиотечной работы со специальными видами технической литературы. Автор ряда научных работ и два крупных библиографических указателей по резиновой промышленности (1933, 1936).